# LIII Esposizione internazionale d'arte di Venezia

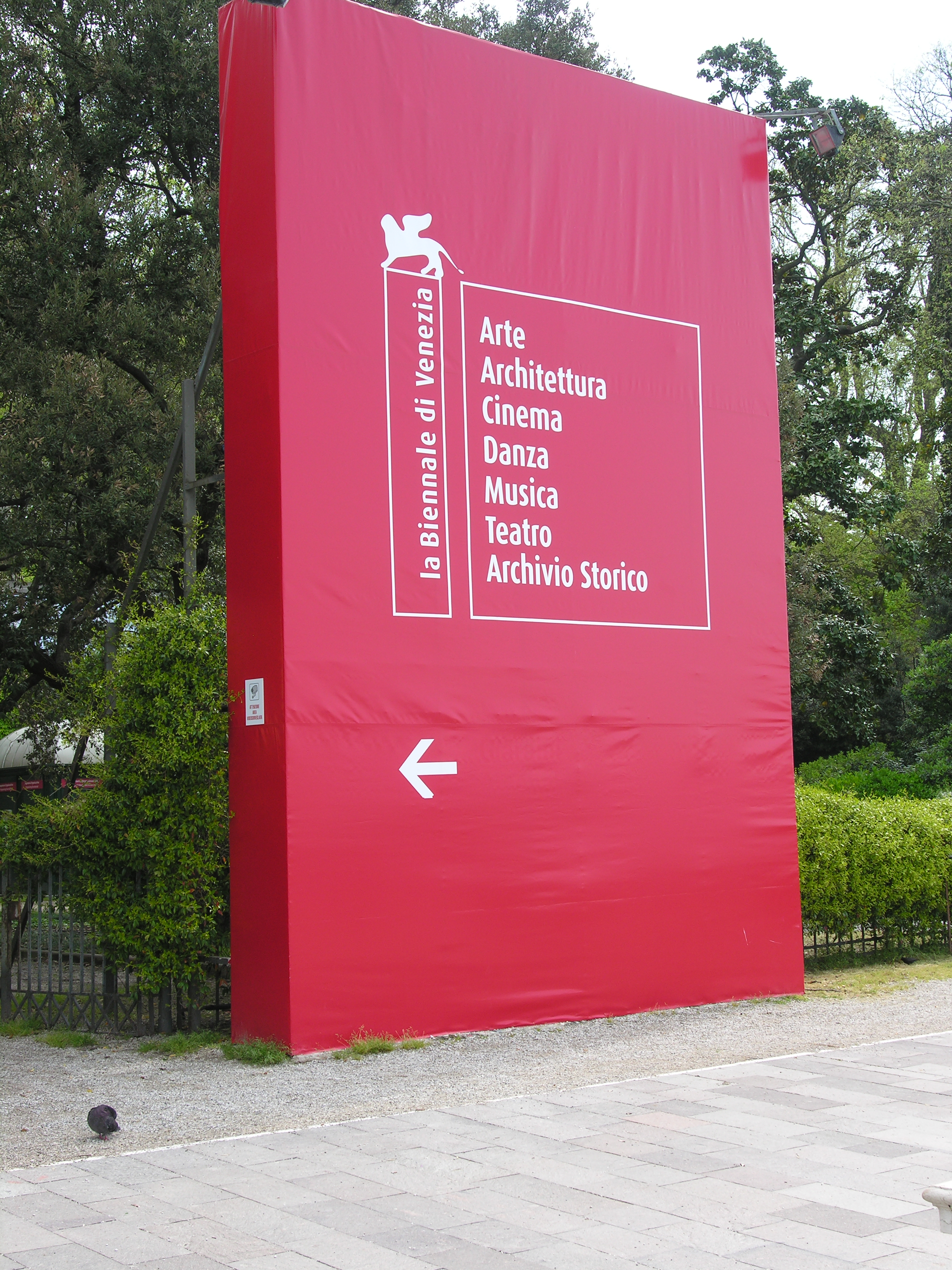
Ingresso dei Giardini della Biennale

La 53ª edizione dell'Esposizione Internazionale d'Arte si è tenuta a Venezia dal 7 giugno al 22 novembre 2009 (con pre-apertura il 4, 5 e 6 giugno), sotto la direzione artistica di Daniel Birnbaum che ha scelto come titolo della manifestazione Fare Mondi / Making Worlds.
La conferenza stampa di presentazione si è tenuta a Roma il 23 marzo 2009 presso il Ministero per i beni e le attività culturali, quella inaugurale il 4 giugno al Teatro Piccolo Arsenale.

## Biennale Arte 2009
Il presidente della Biennale Paolo Baratta ha segnalato le novità della 53ª Biennale Arte: il Palazzo delle Esposizioni, ex Padiglione Italia, resterà a disposizione della Biennale in via continuativa; in un'ala del Palazzo delle Esposizioni, dopo i lavori di restauro, veniva inaugurata la biblioteca dell'Archivio storico delle arti contemporanee (ASAC); all'Arsenale il Padiglione Italiano, ingrandito a 1800 m², aveva la nuova denominazione di Padiglione Italia; l'apertura di un nuovo ponte tra il Giardino delle Vergini e il Sestiere di Castello.
Il direttore Daniel Birnbaum è stato assistito da Jochen Volz, in qualità di organizzatore artistico, con il supporto di un team internazionale che si componeva di Savita Apte, Tom Eccles, Hu Fang, Maria Finders.
Nelle intenzioni di Birnbaum «Fare Mondi / Making Worlds è una vasta mostra, non divisa in sezioni, che articola temi diversi assemblati in un'unica struttura», nella quale erano presenti tutti i linguaggi: installazioni, video e film, scultura, performance, pittura e disegno, e anche una parata.
La pittura e il linguaggio astratto erano indagati da artisti di differenti generazioni, come Tony Conrad, Ulla von Brandenburg, Cildo Meireles, Michelangelo Pistoletto e Wolfgang Tillmans. Erano inoltre presenti numerose e ambiziose installazioni site-specific.
La mostra era ancorata alla storia dell'arte contemporanea grazie alla presenza di artisti come André Cadere, Öyvind Fahlström, Gordon Matta-Clark, Yoko Ono, Blinky Palermo e Lygia Pape, fonti di ispirazione per gli artisti più giovani.
Il Palazzo delle Esposizioni, ex Padiglione Italia, ai Giardini, era stato attrezzato di nuove strutture e il relativo compito era stato affidato a Massimo Bartolini per lo spazio educational, a Tobias Rehberger per il bar-caffetteria e a Rirkrit Tiravanija per il bookshop.
Nel Giardino delle Vergini, al termine dell'Arsenale, le opere di alcuni artisti – Simone Berti, Bestué & Vives, Nikhil Chopra, Lara Favaretto, William Forsythe, Dominique Gonzalez-Foerster, Tamara Grcic, Miranda July, Koo Jeong A, Att Poomtangon e Sara Ramo – erano valorizzate dalla vegetazione che caratterizzava quello spazio.
Un altro obiettivo di Fare mondi / Making Worlds era l'interdisciplinarità come, per esempio, Keywords School di Xu Tan, attività educational ai Giardini; la parata danzante di Arto Lindsay avvenuta il 5 giugno tra le diverse sedi espositive; il Moscow Poetry Club, progetto letterario che coinvolgeva vari poeti riconosciuti a livello internazionale; gli specchi di Twenty-two Less Two rotti dall'autore Michelangelo Pistoletto all'inaugurazione del 5 giugno, la ricerca architettonica e visionaria di Yona Friedman era un modello per gli artisti più giovani, presente nei disegni di Marjetica Potrč e nella grande scultura di Tomas Saraceno presentata allo spazio centrale del Palazzo delle Esposizioni.
La volontà di andare contro l'ossessione per l'aura attribuita all'originalità dell'opera d'arte è evidente in Instruction Pieces di Yoko Ono, nei primi multipli di Öyvind Fahlström, nelle decorazioni riprodotte meccanicamente nelle carte da parati di Thomas Bayrle e nei lavori di Aleksandra Mir che esplora nuove forme di espressione del proprio immaginario visivo.

### Artisti invitati
Il curatore Birnbaum ha invitato 90 artisti o gruppi di artisti da tutto il mondo a partecipare alla Biennale Arte 2009.
- Jumana Emil Abboud
- Georges Adéagbo
- John Baldessari
- Rosa Barba
- Massimo Bartolini
- Thomas Bayrle
- Simone Berti
- Bestué & Vives
- Mike Bouchet
- André Cadere
- Paul Chan
- Chen Zhen
- Nikhil Chopra
- Chu Yun
- Tony Conrad
- Roberto Cuoghi
- Keren Cytter
- Gino De Dominicis
- Nathalie Djurberg
- Anju Dodiya
- Elena Elagina
- Öyvind Fahlström
- Lara Favaretto
- Hans-Peter Feldmann
- Spencer Finch
- Ceal Floyer
- William Forsythe
- Yona Friedman
- Sunil Gawde
- Gilbert & George
- Dominique Gonzalez-Foerster
- Sheela Gowda
- Tamara Grcic
- Gutai:
  - Akira Kanayama
  - Sadamasa Motonaga
  - Saburo Murakami
  - Shōzō Shimamoto
  - Kazuo Shiraga
  - Atsuko Tanaka
  - Tsuruko Yamazaki
  - Jirō Yoshihara
  - Michio Yoshihara
- Guyton\Walker
- Gonkar Gyatso
- Jan Håfström
- Anawana Haloba
- Rachel Harrison
- Susan Hefuna
- Carsten Höller
- Huang Yong Ping
- Koo Jeong A
- Joan Jonas
- Miranda July
- Rachel Khedoori
- Toba Khedoori
- Moshekwa Langa
- Sherrie Levine
- Renata Lucas
- Goshka Macuga
- Igor Makarevich
- Gordon Matta-Clark
- Cildo Meireles
- Aleksandra Mir
- Moscow Poetry Club
- Yōko Ono
- Jorge Otero-Pailos
- Blinky Palermo
- Lygia Pape
- Anna Parkina
- Philippe Parreno
- Pavel Pepperstein
- Alessandro Pessoli
- Falke Pisano
- Michelangelo Pistoletto
- Att Poomtangon
- Marjetica Potrč
- Sara Ramo
- Tobias Rehberger
- Pietro Roccasalva
- Tomás Saraceno
- Amy Simon
- Simon Starling
- Pascale Marthine Tayou
- Wolfgang Tillmans
- Rirkrit Tiravanija
- Grazia Toderi
- Ulla von Brandenburg
- Madelon Vriesendorp
- Tian Tian Wang
- Richard Wentworth
- Pae White
- Xu Tan
- Haegue Yang
- Héctor Zamora
- Anya Zholud

## Partecipazioni nazionali
L'esposizione Fare mondi / Making Worlds è stata affiancata da 77 Partecipazioni nazionali negli storici Padiglioni ai Giardini, all'Arsenale e nel centro storico di Venezia. Per la prima volta sono stati presenti Comore, Emirati Arabi Uniti, Gabon, Montenegro e Principato di Monaco.
Il Padiglione Italia, nei nuovi spazi delle Tese delle Vergini all'Arsenale, a cura di Beatrice Buscaroli e Luca Beatrice, aveva il titolo Collaudi. Omaggio a F. T. Marinetti in occasione del centenario del Manifesto del Futurismo scritto da Filippo Tommaso Marinetti. L'esposizione presentava le opere realizzate appositamente per la Biennale da giovani artisti italiani.
| Paese                                | Luogo                                                                              | Titolo                                                  | Artista/i | Curatore/i                                                  | Note   |
| ------------------------------------ | ---------------------------------------------------------------------------------- | ------------------------------------------------------- | --- | ----------------------------------------------------------- | ------ |
| Argentina                            | Libreria Mondadori                                                                 | Red (Net)                                               | Luis Felipe Noé | Fabián Lebenglik                                            |        |
| Armenia                              | Ca' Zenobio degli Armeni                                                           |                                                         | Gayané Khachaturian | Edward Balassanian                                          |        |
| Australia                            | Padiglione ai Giardini                                                             | MADDESTMAXIMVS - Planet & Stars Sequence                | Shaun Gladwell |                                                             |        |
| Australia                            | Ludoteca Santa Maria Ausiliatrice                                                  | Once Removed                                            | Vernon Ah Kee, Sean Cordeiro, Claire Healy, Ken Yonetani | Felicity Fenner                                             |        |
| Austria                              | Padiglione ai Giardini                                                             |                                                         | Elke Krystufek, Dorit Margreiter, Franziska & Lois Weinberger |                                                             |        |
| Azerbaigian                          | CZ95 - Centro Civico Zitelle                                                       | Cogito Ergo Sum                                         | Teymur Daimi, Tarlan Gorchu, Khatt Art Group, Niyaz Najafov, Farid Rasulov, Teymur Rustamov, Tair Salakhov, Naila Sultan | Leyla Akhundzada                                            |        |
| Belgio                               | Padiglione ai Giardini                                                             |                                                         | Jef Geys | Dirk Snauwaert                                              |        |
| Brasile                              | Padiglione ai Giardini                                                             |                                                         | Luiz Braga, Delson Uchoa | Ivo Mesquita                                                |        |
| Canada                               | Padiglione ai Giardini                                                             | Cold Morning                                            | Mark Lewis | Natalie De Vito                                             |        |
| Rep. Ceca e Slovacchia               | Padiglione ai Giardini                                                             | Loop                                                    | Roman Ondak | Kathrin Rhomberg                                            |        |
| Cile                                 | Artiglierie all'Arsenale                                                           | Threshold                                               | Iván Navarro | Antonio Arévalo, Justo Pastor Mellado                       |        |
| Cina                                 | Giardino delle Vergini e Deposito delle Cisterne                                   | See a World in Grain of Sand                            | Liu Ding, Zeng Fanzhi, Zeng (II) Hao, He Jinwei, Fang Lijun, Zhijie Qiu, He Sen | Hao Lu, Li (III) Zhao                                       |        |
| Cipro                                | Palazzo Malipiero                                                                  | Socratis Socratous / Rumours                            | Socratis Socratous | Sophie Duplaix                                              |        |
| Comore                               | Bacino di San Marco all'ingresso dei Giardini                                      | Djahazi                                                 | Paolo W. Tamburella |                                                             |        |
| Corea del Sud                        | Padiglione ai Giardini                                                             | Condensation: Haegue Yang                               | Haegue Yang |                                                             |        |
| Croazia                              | Fondazione Querini Stampalia                                                       | Elaborazione pittorica della sensibilità e della realtà | Nikola Koydl, Zoltan Novak, Matko Vekić | Biserka Rauter Plančić                                      |        |
| Danimarca e Paesi nordici ( )        | Padiglione ai Giardini                                                             | The Collectors: A. Family                               | Massimo Bartolini, Maurizio Cattelan, Thora Dolven Balke, Elmgreen & Dragset, Homstvedt Hallgeir, Han & Him, Laura Horelli, Martin Jacobson, Jani Leinonen, Klara Lidén, Jonathan Monk, Nina Saunders, Norway Says, Elaine Sturtevant | Elmgreen & Dragset                                          |        |
| Danimarca e Paesi nordici ( )        | Padiglione Paesi nordici ai Giardini                                               | The Collectors: Mr. B                                   | Hernan Bas, Guillaume Bijl, Elmgreen & Dragset, Pepe Espaliù, Simon Fujiwara, William E. Jones, Terence Koh, Nico Muhly, Henrik Olesen, Nina Saunders, Norway Says, Vibeke Slyngstad, Wolfgang Tillmans, Tom of Finland | Elmgreen & Dragset                                          |        |
| Egitto                               | Padiglione ai Giardini                                                             | Leggermente monumentale                                 | Ahmed Askalany, Adel El Siwi |                                                             |        |
| Emirati Arabi Uniti                  | Artiglierie all'Arsenale                                                           | It's not you, It's me                                   | Tarek Al Ghoussein, Ebtisam Abdul Aziz, Lamya Gargash, Jackson Pollock Bar, Huda Saeed Saif | Tirdad Zolghadr                                             |        |
| Estonia                              | Palazzo Malipiero                                                                  | After-War                                               | Kristina Norman | Marco Laimre                                                |        |
| Ex Repubblica Jugoslava di Macedonia | Palazzo Malipiero                                                                  | Fifty or Fifty                                          | Goce Nanevski | Bojana Janeva, Ana Frangovska                               |        |
| Ex Repubblica Jugoslava di Macedonia | Riva Ca' di Dio                                                                    | My SunShine                                             | Nikola Uzunovski | Zoran Petrovski, Elena Veljanovska                          |        |
| Finlandia                            | Padiglione Alvar Aalto ai Giardini                                                 | Fire & Rescue Museum                                    | Jussi Kivi | Marketta Seppälä, Arja Miller, Marita Muukkonen             |        |
| Francia                              | Padiglione ai Giardini                                                             | Le grand soir                                           | Claude Lévêque | Christian Bernard                                           |        |
| Gabon                                | Telecom Italia Future Centre                                                       | Go nogé mènè                                            | Owanto | Fernando Francés                                            |        |
| Georgia                              | Associazione culturale Spiazzi                                                     | Change in Drawing Orchestra                             | Koka Ramishvili | Khatuna Khabuliani                                          |        |
| Germania                             | Padiglione ai Giardini                                                             | Wie würden Sie sich verhalten? Eine Küchenkatze spricht | Liam Gillick | Nicolaus Schafhausen                                        |        |
| Giappone                             | Padiglione ai Giardini                                                             | Windswept Women: The Old Girls' Troupe                  | Miwa Yanagi |                                                             |        |
| Gran Bretagna                        | Padiglione ai Giardini                                                             | Gardens                                                 | Steve McQueen | Richard Riley                                               |        |
| Grecia                               | Padiglione ai Giardini                                                             | Paraxena                                                | Lucas Samaras | Matthew Higgs                                               |        |
| Iran                                 | Palazzo Malipiero                                                                  | La Speranza al Futuro                                   | Hamid Reza Avishi, Iraj Eskandari, Sedaghat Jabbari |                                                             |        |
| Irlanda                              | Pio Ospedale della Pietà                                                           |                                                         | Sarah Browne, Kennedy Browne, Gareth Kennedy | Caoimhin Corrigan                                           |        |
| Islanda                              | Palazzo Michiel del Brusà                                                          | The End                                                 | Ragnar Kjartansson | Markús Thór Andrésson, Dorothée Kirch                       |        |
| Israele                              | Padiglione ai Giardini                                                             | Raffi Lavie: In the Name of the Father                  | Raffi Lavie | Doreet LeVitte Harten                                       |        |
| Italia                               | Tese delle Vergini all'Arsenale                                                    | Collaudi. Omaggio a F.T. Marinetti                      | Matteo Basilé, Manfredi Beninati, Valerio Berruti, Bertozzi & Casoni, Nicola Bolla, Sandro Chia, Marco Cingolani, Giacomo Costa, Aron Demetz, Roberto Floreani, Daniele Galliano, Marco Lodola, MASBEDO (Niccolò Masazza e Jacopo Bedoni), Gian Marco Montesano, Davide Nido, Luca Pignatelli, Elisa Sighicelli, Sissi, Nicola Verlato, Silvio Wolf | Beatrice Buscaroli e Luca Beatrice                          |        |
| Lettonia                             | Spazio Ferrari                                                                     | Fragile Nature                                          | Evelīna Deičmane, Miks Mitrēvics | Līga Marcinkeviča, Norbert Weber                            |        |
| Lituania                             | Scuola Grande della Misericordia                                                   | Tube                                                    | Zilvinas Kempinas | Laima Kreivyté                                              |        |
| Lussemburgo                          | Ca' del Duca                                                                       | Collision Zone                                          | Gast Bouschet, Nadine Hilbert | Kevin Muhlen                                                |        |
| Marocco                              | Chiesa di Santa Maria della Pietà                                                  |                                                         | Mahi Binebine, Fathiya Tahiri | Paolo De Grandis                                            |        |
| Messico                              | Palazzo Rota Ivancich                                                              | What Else Could We Talk About?                          | Teresa Margolles | Cuauhtémoc Medina                                           |        |
| Monaco                               | Caserma Cornoldi                                                                   | Philippe Pastor. Le ciel regarde la terre               | Philippe Pastor | Giacomo Zaza                                                |        |
| Montenegro                           | Palazzo Zorzi                                                                      | DADO: l'atrocità della vita quotidiana                  | Dado (Miodrag Đurić) |                                                             |        |
| Nuova Zelanda                        | Chiesa della Maddalena                                                             | Giraffe - Bottle - Gun                                  | Judy Millar | Leonhard Emmerling                                          |        |
| Nuova Zelanda                        | Palazzo Mangilli-Valmarana                                                         | Save Yourself                                           | Francis Upritchard | Heather Galbraith, Francesco Manacorda                      |        |
| Paesi Bassi                          | Padiglione ai Giardini                                                             | Disorient                                               | Fiona Tan | Marente Bloemheuvel                                         |        |
| Polonia                              | Padiglione ai Giardini                                                             | Ospiti / Guests / Goscie                                | Krzysztof Wodiczko | Bozena Czubak                                               |        |
| Portogallo                           | Fondaco Marcello                                                                   | Esperimenti e osservazioni su differenti tipi di aria   | João Maria Gusmão e Pedro Paiva | Natxo Checa                                                 |        |
| Romania                              | Padiglione ai Giardini                                                             | The Seductivness of the Interval                        | Ştefan Constantinescu, Andrea Faciu, Ciprian Mureşan | Alina Şerban, Livia Pancu                                   |        |
| Russia                               | Padiglione ai Giardini                                                             | La vittoria sul futuro                                  | Aleksej Kallima, Irina Korina, Andrej Molodkin, Gosha Ostretsov, Pavel Pepperstein, Sergej Shekhovtsov, Anatolij Shuravlev | Olga Sviblova, Ekaterina Kondranina                         |        |
| San Marino                           | San Servolo                                                                        | 43°56'11,77 Nord: Mondi da fare                         | Leonardo Blanco, Domenico Casadei-Palino, Alberto Chezzi, Riccardo Furini, Dario Lazzari, Antonio Lengua, Nico Macina, Antonio Molinari, Elisa Monaldi, Omar Paolucci, Michela Pozzi, Marialuisa Tadei, Thea Tini, Nicola Ventura | Valerio Pradal                                              |        |
| Serbia                               | Padiglione ai Giardini                                                             | Warmth                                                  | Zoran Todorović, Katarina Zdjelar |                                                             |        |
| Singapore                            | Palazzo Michiel del Brusà                                                          | Life of Imitation                                       | Ming Wong | Tang Fu Kuen                                                |        |
| Siria                                | Ca' Zenobio degli Armeni                                                           | Stanza d'artista                                        | Gastone Biggi, Issam Darwich, Salvatore Emblema, Yasser Hammoud, Sergio Lombardo, Hannu Palosuo, Franca Pisani, Concetto Pozzati, Turi Simeti | Enzo Dall'Ara, Marzia Spatafora                             |        |
| Slovenia                             | Galleria A+A                                                                       | x=0 / y=0 - Interference in Process                     | Miha Štrukelj | Alenka Gregorič, Noel Kelly                                 |        |
| Spagna                               | Padiglione ai Giardini                                                             | Miquel Barceló                                          | François Augiéras, Miquel Barceló |                                                             |        |
| Stati Uniti                          | Padiglione ai Giardini, Università Ca' Foscari Venezia, Università Iuav di Venezia | Bruce Nauman: Topological Gardens                       | Bruce Nauman | Carlos Basualdo, Michael Taylor                             | [ 23 ] |
| Svizzera                             | Padiglione ai Giardini                                                             |                                                         | Silvia Bächli |                                                             |        |
| Svizzera                             | Chiesa di San Stae                                                                 | Pneuma                                                  | Fabrice Gygi |                                                             |        |
| Thailandia                           | Santa Croce 556                                                                    | Gondola al Paradiso Co., Ltd.                           | Sakarin Krue-on, Sudsiri Pui-ock, Michael Shaowanasai, Suporn Shoosongdej, Wantanee Siripattananuntakul | Thavorn Ko-Udiomvit, Amrit Chusuwan, Chattiya Nitpolprasert |        |
| Turchia                              | Isolotto dell'Arsenale                                                             | Lapses                                                  | Banu Cennetoglu, Ahmet Ögüt | Basak Senova                                                |        |
| Ucraina                              | Palazzo Papadopoli                                                                 | Steppes of Dreamers                                     | Illya Chichkan, Mihara Yasuhiro | Vladimir Kltschko                                           |        |
| Ungheria                             | Padiglione ai Giardini                                                             | Col tempo - Il progetto W.                              | Péter Forgàcs | András Rényi                                                |        |
| Uruguay                              | Padiglione ai Giardini                                                             | Paesaggi critici                                        | Raquel Bessio, Juan Burgos, Pablo Uribe | Alfredo Torres                                              |        |
| Venezuela                            | Padiglione ai Giardini                                                             | Mundos en Proceso                                       | Colectivo Todos Somos Creadores, Gabriela Croes, Magdalena Fernández, Daniel Medina, Antonio Pérez, Claudio Perna, Bernardita Rakos, Antonieta Sosa | María Luz Cardenas                                          |        |

### Istituto Italo-Latino Americano
Venerdì 5 giugno è stato inaugurato il Padiglione dell'Istituto Italo-Latino Americano (IILA), con la partecipazione di 12 artisti provenienti da 10 paesi dell'America Latina.
L'esposizione aveva per titolo Mundus Novus - Arte Contemporáneo de América Latina, ultima curatela dell'argentina Irma Arestizábal, che l'aveva presentata con queste parole: «Gli artisti che creano dall'America Latina lo fanno tenendo sempre ben presente la storia, l'ambiente, il mondo vegetale e quello animale della loro terra, le città, la propria storia e anche la storia mondiale. Le credenze, gli dei, le religioni precolombiane e il cattolicesimo imposto dal conquistatore costituiscono anch'essi degli spunti per nuove opere, mentre numerose creazioni racchiudono in sé tic, vizi sociali e problemi socio-politici».
| Paese           | Luogo                     | Titolo                                              | Artista/i                        | Curatore/i       | Note |
| --------------- | ------------------------- | --------------------------------------------------- | -------------------------------- | ---------------- | ---- |
| Bolivia         | Artiglierie dell'Arsenale | Mundus Novus - Arte Contemporáneo de América Latina | Gastón Ugalde                    | Irma Arestizábal |      |
| Colombia        | Artiglierie dell'Arsenale | Mundus Novus - Arte Contemporáneo de América Latina | Alberto Baraya, Luis Roldán      | Irma Arestizábal |      |
| Costa Rica      | Artiglierie dell'Arsenale | Mundus Novus - Arte Contemporáneo de América Latina | Federico Herrero                 | Irma Arestizábal |      |
| Cuba            | Artiglierie dell'Arsenale | Mundus Novus - Arte Contemporáneo de América Latina | Carlos Garaicoa, Ramsés Larzábal | Irma Arestizábal |      |
| Rep. Dominicana | Artiglierie dell'Arsenale | Mundus Novus - Arte Contemporáneo de América Latina | Raquel Paiewonsky                | Irma Arestizábal |      |
| Ecuador         | Artiglierie dell'Arsenale | Mundus Novus - Arte Contemporáneo de América Latina | Fernando Falconí                 | Irma Arestizábal |      |
| El Salvador     | Artiglierie dell'Arsenale | Mundus Novus - Arte Contemporáneo de América Latina | Nils Nova                        | Irma Arestizábal |      |
| Guatemala       | Artiglierie dell'Arsenale | Mundus Novus - Arte Contemporáneo de América Latina | Darío Escobar                    | Irma Arestizábal |      |
| Honduras        | Artiglierie dell'Arsenale | Mundus Novus - Arte Contemporáneo de América Latina | Paul Ramírez Jonas               | Irma Arestizábal |      |
| Perù            | Artiglierie dell'Arsenale | Mundus Novus - Arte Contemporáneo de América Latina | Sandra Gamarra                   | Irma Arestizábal |      |

### Central Asia Pavilion
Palazzo Molin ha ospitato il Padiglione dell'Asia centrale che presentava le opere di sei artisti di quattro repubbliche dell'Asia centrale ex sovietica. 
Il titolo scelto dalla curatrice, Making Interstices, voleva indicare il modo di lavorare e produrre arte nei paesi dell'Asia Centrale attraverso le numerose turbolenze politiche ed economiche che ne hanno segnato gli ultimi trent'anni di storia.
| Paese        | Luogo                                        | Titolo             | Artista/i                                            | Curatore/i                    | Note |
| ------------ | -------------------------------------------- | ------------------ | ---------------------------------------------------- | ----------------------------- | ---- |
| Kazakistan   | Palazzo Molin, Fondamenta delle Zattere 1411 | Making Interstices | Oksana Shatalova, Yelena Vorobyeva & Viktor Vorobyev | Beral Madra, Nazira Alymbaeva |      |
| Kirghizistan | Palazzo Molin, Fondamenta delle Zattere 1411 | Making Interstices | Ermek Jaenisch                                       | Beral Madra, Nazira Alymbaeva |      |
| Tagikistan   | Palazzo Molin, Fondamenta delle Zattere 1411 | Making Interstices | Djamshed Kholikov                                    | Beral Madra, Nazira Alymbaeva |      |
| Uzbekistan   | Palazzo Molin, Fondamenta delle Zattere 1411 | Making Interstices | Anzor Salidjanov                                     | Beral Madra, Nazira Alymbaeva |      |

### Padiglione Venezia
Il Padiglione Venezia, ai Giardini della Biennale, a cura dell'architetto Ferruccio Franzoia, con il titolo dantesco ...fa come natura face in foco era dedicato all'arte del vetro. La rassegna, che voleva mostrare lo «scenario più sperimentale dell'arte del vetro, dimostrando come fosse un settore ancora molto fertile e capace di costante rinnovamento», era divisa in due sezioni: la sala della memoria con le opere realizzate tra gli anni venti e gli anni sessanta del XX secolo (artisti: Ercole Barovier, Fulvio Bianconi, Dino Martens, Napoleone Martinuzzi, Flavio Poli, Carlo Scarpa, Archimede Seguso, Paolo Venini, Vinicio Vianello, Vittorio Zecchin) e il percorso con le realizzazioni di otto artisti contemporanei (Cristiano Bianchin, Alessandro Diaz de Santillana, Laura Diaz de Santillana, Ritsue Mishima, Yoichi Ohira, Maria Grazia Rosin, Lino Tagliapietra, Toni Zuccheri); all'esterno del Padiglione: Mille Fiori Venezia dello statunitense Dale Chihuly, una scultura in vetro soffiato costituita da cinquecento pezzi colorati.

## Eventi collaterali
44 eventi collaterali, approvati dal curatore Birnbaum e promossi da enti e istituzioni pubbliche e private senza scopo di lucro, sono stati organizzati in numerose sedi della città di Venezia, proponendo un'ampia offerta di contributi e partecipazioni.

## Giuria
La Giuria è stata presieduta da Angela Vettese (Italia), direttrice del Corso di Laurea Specialistica in Arti Visive dello IUAV di Venezia, e composta inoltre da:
- Jack Bankowsky (Stati Uniti), critico d'arte ed Editor-at-Large della rivista “Artforum”;
- Homi K. Bhabha (India), direttore del Centro Studi Umanistici dell'Università di Harvard;
- Sarat Maharaj (Sudafrica), professore alla Humboldt University di Berlino e ricercatore alla Jan Van Eyck Akademie di Maastricht;
- Julia Voss (Germania), scrittrice, giornalista e critico del “Frankfurter Allgemeine Zeitung”.

## Premi
Il 6 giugno 2009 la Giuria ha assegnato i seguenti premi ufficiali della 53ª Esposizione internazionale d'arte:
- Leone d'oro per la migliore Partecipazione Nazionale agli Stati Uniti d'America (Padiglione ai Giardini)

Bruce Nauman: Topological Gardens
Commissari: Carlos Basualdo, Michael R. Taylor
- Leone d'oro per il miglior artista della Mostra Fare Mondi a Tobias Rehberger

(Germania, al Palazzo delle Esposizioni ai Giardini)
Was du liebst, bringt dich auch zum Weinen
- Leone d'argento per il più promettente giovane artista della Mostra Fare Mondi a Nathalie Djurberg

(Svezia, al Palazzo delle Esposizioni ai Giardini)
Experimentet
La Giuria ha inoltre assegnato quattro Menzioni speciali:
- Rifare Mondi: Menzione speciale assegnata a Lygia Pape

(Brasile, 1927-2004; alle Corderie dell'Arsenale: Ttéia I, C)
- Curare Mondi: Menzione speciale al duo Elmgreen & Dragset

Curatori del Padiglione della Danimarca e dei Paesi Nordici (Finlandia, Norvegia, Svezia) ai Giardini: The Collectors
- Mondi Emergenti: Menzione speciale alla Partecipazione nazionale di Singapore per Life of Imitation di Ming Wong

a Palazzo Michiel del Brusà
- Tradurre Mondi: Menzione speciale assegnata a Roberto Cuoghi

(Italia, al Palazzo delle Esposizioni ai Giardini, Giardino Carlo Scarpa: Mei Gui)
I Leoni d'oro alla carriera sono stati attribuiti dal Consiglio di amministrazione della Biennale a:
- Yōko Ono
- John Baldessari

## Pubblicazioni
- Daniel Birnbaum, Jochen Volz (a cura di), Fare Mondi / Making Worlds - 53. Esposizione Internazionale d'Arte, 2 voll., Venezia, Marsilio, 2009, ISBN 978-88-317-9803-7.
- Daniel Birnbaum, Jochen Volz (a cura di), Fare Mondi / Making Worlds - 53. Esposizione Internazionale d'Arte - Guida breve, Venezia, Marsilio, 2009.
- (IT, EN) Luca Beatrice e Beatrice Buscaroli (a cura di), Padiglione Italia. Collaudi. Omaggio a F.T. Marinetti, Cinisello Balsamo, Silvana Editoriale, 2009, ISBN 978-88-366-1388-5.